# Settimana Coppi e Bartali 2018
La 33.ª edición de la Settimana Coppi e Bartali (llamado oficialmente: Settimana Internazionale Coppi e Bartali), fue una carrera de ciclismo en ruta por etapas que se celebró entre el 22 y el 25 de marzo de 2018 en Italia con inicio en el municipio de Gatteo y final en el municipio de Fiorano Modenese sobre un recorrido de 424,6 kilómetros.
La carrera hizo parte del UCI Europe Tour 2018, dentro de la categoría UCI 2.1
La carrera fue ganada por el corredor italiano Diego Rosa del equipo Sky, en segundo lugar Bauke Mollema (Trek-Segafredo) y en tercer lugar Richard Carapaz (Movistar).

## Equipos participantes
Tomaron parte en la carrera 25 equipos: 6 de categoría UCI WorldTeam; 13 de categoría Profesional Continental; 6 de categoría Continental. Formando así un pelotón de 170 ciclistas de los que acabaron 157. Los equipos participantes fueron:
| WorldTeams (6)- Sky - EF Education First-Drapac p/b Cannondale - Lotto NL-Jumbo - Movistar Team - Trek-Segafredo - Mitchelton-Scott Equipos continentales profesionales (13)- Bardiani CSF - Wanty-Groupe Gobert - WB-Aqua Protect-Veranclassic - Wilier Triestina-Selle Italia - Delko-Marseille Provence-KTM - Aqua Blue Sport - Caja Rural-Seguros RGA - Androni Giocattoli-Sidermec - Nippo-Vini Fantini-Europa Ovini - CCC Sprandi Polkowice - Fortuneo-Samsic - Israel Cycling Academy - Gazprom-RusVelo Equipos continentales (6)- Amore & Vita-Prodir - Sangemini-MG.Kvis - ONE Pro Cycling - Biesse Carrera Gavardo - Trevigiani Phonix-Hemus 1896 - MsTina-Focus |
| |

## Recorrido
El Settimana Coppi e Bartali dispuso de cinco etapas para un recorrido total de 424,6 kilómetros, donde se contempla una Contrarreloj por equipos y una etapa llana en el primer día, y cuatro etapas de ruta en los siguientes días, incluyendo una Contrarreloj individual en el último día.
| Etapa       | Fecha     | Recorrido                           | type                     | Distancia (km) | Ganador             | Líder            |
| ----------- | --------- | ----------------------------------- | ------------------------ | -------------- | ------------------- | ---------------- |
| 1.ª etapa A | 22 de mar | Gatteo – Gatteo                     | etapa llana              | 97,8           | Pascal Eenkhoorn    | Pascal Eenkhoorn |
| 1.ª etapa B | 22 de mar | Gatteo a Mare – Gatteo              | contrarreloj por equipos | 13,3           | Sky                 | Pascal Eenkhoorn |
| 2.ª etapa   | 23 de mar | Riccione – Sogliano al Rubicone     | etapa de media montaña   | 130            | Bauke Mollema       | Diego Rosa       |
| 3.ª etapa   | 24 de mar | Crevalcore – Crevalcore             | etapa llana              | 171,4          | Christopher Lawless | Diego Rosa       |
| 4.ª etapa   | 25 de mar | Fiorano Modenese – Fiorano Modenese | contrarreloj individual  | 12,5           | Jan Tratnik         | Diego Rosa       |

## Desarrollo de la carrera

### 1.ª etapa A
| Gatteo - Gatteo | etapa llana | (97,8 km) |

| \| Clasificación de la etapa \| Clasificación de la etapa \| Clasificación de la etapa \| Clasificación de la etapa \| Clasificación de la etapa \| \| Ciclista \| Ciclista \| Equipo \| Tiempo \| \| \| ------------------------- \| ------------------------- \| ------------------------------- \| ------------------------- \| ------------------------- \| \| 1.º \| Pascal Eenkhoorn \| LottoNL-Jumbo \| 2 h 12 min 43 s \| \| \| 2.º \| Lawson Craddock \| EF Education First-Drapac \| + 0 s \| \| \| 3.º \| Davide Ballerini \| Androni Giocattoli-Sidermec \| + 1 min 07 s \| \| \| 4.º \| Christopher Lawless \| Team Sky \| + 1 min 07 s \| \| \| 5.º \| Casper Pedersen \| Aqua Blue Sport \| + 1 min 07 s \| \| \| 6.º \| Marco Canola \| Nippo-Vini Fantini-Europa Ovini \| + 1 min 07 s \| \| \| 7.º \| Marco Maronese \| Bardiani CSF \| + 1 min 07 s \| \| \| 8.º \| Alessandro Fedeli \| Trevigiani-Phonix-Hemus 1896 \| + 1 min 07 s \| \| \| 9.º \| Enrico Battaglin \| LottoNL-Jumbo \| + 1 min 07 s \| \| \| 10.º \| Riccardo Stacchiotti \| MSTina-Focus \| + 1 min 07 s \| \| |                      |                                 |                 |
| |                      |                                 |                 |
| |                      |                                 |                 |
| Clasificación de la etapa |                      |                                 |                 |
| Ciclista | Ciclista             | Equipo                          | Tiempo          |
| 1.º | Pascal Eenkhoorn     | LottoNL-Jumbo                   | 2 h 12 min 43 s |
| 2.º | Lawson Craddock      | EF Education First-Drapac       | + 0 s           |
| 3.º | Davide Ballerini     | Androni Giocattoli-Sidermec     | + 1 min 07 s    |
| 4.º | Christopher Lawless  | Team Sky                        | + 1 min 07 s    |
| 5.º | Casper Pedersen      | Aqua Blue Sport                 | + 1 min 07 s    |
| 6.º | Marco Canola         | Nippo-Vini Fantini-Europa Ovini | + 1 min 07 s    |
| 7.º | Marco Maronese       | Bardiani CSF                    | + 1 min 07 s    |
| 8.º | Alessandro Fedeli    | Trevigiani-Phonix-Hemus 1896    | + 1 min 07 s    |
| 9.º | Enrico Battaglin     | LottoNL-Jumbo                   | + 1 min 07 s    |
| 10.º | Riccardo Stacchiotti | MSTina-Focus                    | + 1 min 07 s    |

| \| Clasificación general \| Clasificación general \| Clasificación general \| Clasificación general \| Clasificación general \| \| Ciclista \| Ciclista \| Equipo \| Tiempo \| \| \| --------------------- \| --------------------- \| ------------------------------- \| --------------------- \| --------------------- \| \| 1.º \| Pascal Eenkhoorn \| LottoNL-Jumbo \| 2 h 12 min 37 s \| \| \| 2.º \| Lawson Craddock \| EF Education First-Drapac \| + 2 s \| \| \| 3.º \| Davide Ballerini \| Androni Giocattoli-Sidermec \| + 1 min 11 s \| \| \| 4.º \| Christopher Lawless \| Team Sky \| + 1 min 13 s \| \| \| 5.º \| Casper Pedersen \| Aqua Blue Sport \| + 1 min 13 s \| \| \| 6.º \| Marco Canola \| Nippo-Vini Fantini-Europa Ovini \| + 1 min 13 s \| \| \| 7.º \| Marco Maronese \| Bardiani CSF \| + 1 min 13 s \| \| \| 8.º \| Alessandro Fedeli \| Trevigiani-Phonix-Hemus 1896 \| + 1 min 13 s \| \| \| 9.º \| Enrico Battaglin \| LottoNL-Jumbo \| + 1 min 13 s \| \| \| 10.º \| Riccardo Stacchiotti \| MSTina-Focus \| + 1 min 13 s \| \| |                      |                                 |                 |
| |                      |                                 |                 |
| |                      |                                 |                 |
| Clasificación general |                      |                                 |                 |
| Ciclista | Ciclista             | Equipo                          | Tiempo          |
| 1.º | Pascal Eenkhoorn     | LottoNL-Jumbo                   | 2 h 12 min 37 s |
| 2.º | Lawson Craddock      | EF Education First-Drapac       | + 2 s           |
| 3.º | Davide Ballerini     | Androni Giocattoli-Sidermec     | + 1 min 11 s    |
| 4.º | Christopher Lawless  | Team Sky                        | + 1 min 13 s    |
| 5.º | Casper Pedersen      | Aqua Blue Sport                 | + 1 min 13 s    |
| 6.º | Marco Canola         | Nippo-Vini Fantini-Europa Ovini | + 1 min 13 s    |
| 7.º | Marco Maronese       | Bardiani CSF                    | + 1 min 13 s    |
| 8.º | Alessandro Fedeli    | Trevigiani-Phonix-Hemus 1896    | + 1 min 13 s    |
| 9.º | Enrico Battaglin     | LottoNL-Jumbo                   | + 1 min 13 s    |
| 10.º | Riccardo Stacchiotti | MSTina-Focus                    | + 1 min 13 s    |

### 1.ª etapa B
| Gatteo a Mare - Gatteo | contrarreloj por equipos | (13,3 km) |

| \| Clasificación de la etapa \| Clasificación de la etapa \| Clasificación de la etapa \| Clasificación de la etapa \| Clasificación de la etapa \| Clasificación de la etapa \| \| Equipo \| Equipo \| Tiempo \| Diferencia \| Promedio \| \| \| ------------------------- \| ---------------------------------------- \| ------------------------- \| ------------------------- \| ------------------------- \| ------------------------- \| \| 1.º \| Sky \| 14 min 44 s \| \| 54.163 km/h \| \| \| 2.º \| CCC Sprandi Polkowice \| 14 min 54 s \| + 10 s \| 53.557 km/h \| \| \| 3.º \| Mitchelton-Scott \| 14 min 54 s \| + 10 s \| 53.557 km/h \| \| \| 4.º \| Lotto NL-Jumbo \| 14 min 55 s \| + 11 s \| 53.497 km/h \| \| \| 5.º \| Trek-Segafredo \| 14 min 57 s \| + 13 s \| 53.378 km/h \| \| \| 6.º \| Androni Giocattoli-Sidermec \| 15 min 00 s \| + 16 s \| 53.200 km/h \| \| \| 7.º \| EF Education First-Drapac p/b Cannondale \| 15 min 05 s \| + 21 s \| 52.906 km/h \| \| \| 8.º \| Gazprom-RusVelo \| 15 min 08 s \| + 24 s \| 52.731 km/h \| \| \| 9.º \| Nippo-Vini Fantini-Europa Ovini \| 15 min 13 s \| + 29 s \| 52.442 km/h \| \| \| 10.º \| Wilier Triestina-Selle Italia \| 15 min 14 s \| + 30 s \| 52.385 km/h \| \| |                                          |             |            |             |
| |                                          |             |            |             |
| |                                          |             |            |             |
| Clasificación de la etapa |                                          |             |            |             |
| Equipo | Equipo                                   | Tiempo      | Diferencia | Promedio    |
| 1.º | Sky                                      | 14 min 44 s |            | 54.163 km/h |
| 2.º | CCC Sprandi Polkowice                    | 14 min 54 s | + 10 s     | 53.557 km/h |
| 3.º | Mitchelton-Scott                         | 14 min 54 s | + 10 s     | 53.557 km/h |
| 4.º | Lotto NL-Jumbo                           | 14 min 55 s | + 11 s     | 53.497 km/h |
| 5.º | Trek-Segafredo                           | 14 min 57 s | + 13 s     | 53.378 km/h |
| 6.º | Androni Giocattoli-Sidermec              | 15 min 00 s | + 16 s     | 53.200 km/h |
| 7.º | EF Education First-Drapac p/b Cannondale | 15 min 05 s | + 21 s     | 52.906 km/h |
| 8.º | Gazprom-RusVelo                          | 15 min 08 s | + 24 s     | 52.731 km/h |
| 9.º | Nippo-Vini Fantini-Europa Ovini          | 15 min 13 s | + 29 s     | 52.442 km/h |
| 10.º | Wilier Triestina-Selle Italia            | 15 min 14 s | + 30 s     | 52.385 km/h |

| \| Clasificación general \| Clasificación general \| Clasificación general \| Clasificación general \| Clasificación general \| \| Ciclista \| Ciclista \| Equipo \| Tiempo \| \| \| --------------------- \| --------------------- \| ------------------------- \| --------------------- \| --------------------- \| \| 1.º \| Pascal Eenkhoorn \| LottoNL-Jumbo \| 2 h 27 min 32 s \| \| \| 2.º \| Lawson Craddock \| EF Education First-Drapac \| + 12 s \| \| \| 3.º \| Christopher Lawless \| Team Sky \| + 1 min 02 s \| \| \| 4.º \| Diego Rosa \| Team Sky \| + 1 min 02 s \| \| \| 5.º \| Pavel Sivakov \| Team Sky \| + 1 min 02 s \| \| \| 6.º \| Jonathan Dibben \| Team Sky \| + 1 min 02 s \| \| \| 7.º \| Luke Rowe \| Team Sky \| + 1 min 02 s \| \| \| 8.º \| Jonas Koch \| CCC Sprandi Polkowice \| + 1 min 12 s \| \| \| 9.º \| Jan Tratnik \| CCC Sprandi Polkowice \| + 1 min 12 s \| \| \| 10.º \| Kamil Gradek \| CCC Sprandi Polkowice \| + 1 min 12 s \| \| |                     |                           |                 |
| |                     |                           |                 |
| |                     |                           |                 |
| Clasificación general |                     |                           |                 |
| Ciclista | Ciclista            | Equipo                    | Tiempo          |
| 1.º | Pascal Eenkhoorn    | LottoNL-Jumbo             | 2 h 27 min 32 s |
| 2.º | Lawson Craddock     | EF Education First-Drapac | + 12 s          |
| 3.º | Christopher Lawless | Team Sky                  | + 1 min 02 s    |
| 4.º | Diego Rosa          | Team Sky                  | + 1 min 02 s    |
| 5.º | Pavel Sivakov       | Team Sky                  | + 1 min 02 s    |
| 6.º | Jonathan Dibben     | Team Sky                  | + 1 min 02 s    |
| 7.º | Luke Rowe           | Team Sky                  | + 1 min 02 s    |
| 8.º | Jonas Koch          | CCC Sprandi Polkowice     | + 1 min 12 s    |
| 9.º | Jan Tratnik         | CCC Sprandi Polkowice     | + 1 min 12 s    |
| 10.º | Kamil Gradek        | CCC Sprandi Polkowice     | + 1 min 12 s    |

### 2.ª etapa
| Riccione - Sogliano al Rubicone | etapa de media montaña | (130 km) |

| \| Clasificación de la etapa \| Clasificación de la etapa \| Clasificación de la etapa \| Clasificación de la etapa \| Clasificación de la etapa \| \| Ciclista \| Ciclista \| Equipo \| Tiempo \| \| \| ------------------------- \| ------------------------- \| --------------------------- \| ------------------------- \| ------------------------- \| \| 1.º \| Bauke Mollema \| Trek-Segafredo \| 3 h 36 min 23 s \| \| \| 2.º \| Diego Rosa \| Team Sky \| + 2 s \| \| \| 3.º \| Giulio Ciccone \| Bardiani CSF \| + 3 s \| \| \| 4.º \| Guillaume Martin \| Wanty-Groupe Gobert \| + 3 s \| \| \| 5.º \| Richard Carapaz \| Movistar Team \| + 3 s \| \| \| 6.º \| Koen Bouwman \| LottoNL-Jumbo \| + 11 s \| \| \| 7.º \| Iván Ramiro Sosa \| Androni Giocattoli-Sidermec \| + 13 s \| \| \| 8.º \| Lucas Hamilton \| Mitchelton-Scott \| + 33 s \| \| \| 9.º \| Davide Ballerini \| Androni Giocattoli-Sidermec \| + 55 s \| \| \| 10.º \| Neilson Powless \| LottoNL-Jumbo \| + 55 s \| \| |                  |                             |                 |
| |                  |                             |                 |
| |                  |                             |                 |
| Clasificación de la etapa |                  |                             |                 |
| Ciclista | Ciclista         | Equipo                      | Tiempo          |
| 1.º | Bauke Mollema    | Trek-Segafredo              | 3 h 36 min 23 s |
| 2.º | Diego Rosa       | Team Sky                    | + 2 s           |
| 3.º | Giulio Ciccone   | Bardiani CSF                | + 3 s           |
| 4.º | Guillaume Martin | Wanty-Groupe Gobert         | + 3 s           |
| 5.º | Richard Carapaz  | Movistar Team               | + 3 s           |
| 6.º | Koen Bouwman     | LottoNL-Jumbo               | + 11 s          |
| 7.º | Iván Ramiro Sosa | Androni Giocattoli-Sidermec | + 13 s          |
| 8.º | Lucas Hamilton   | Mitchelton-Scott            | + 33 s          |
| 9.º | Davide Ballerini | Androni Giocattoli-Sidermec | + 55 s          |
| 10.º | Neilson Powless  | LottoNL-Jumbo               | + 55 s          |

| \| Clasificación general \| Clasificación general \| Clasificación general \| Clasificación general \| Clasificación general \| \| Ciclista \| Ciclista \| Equipo \| Tiempo \| \| \| --------------------- \| --------------------- \| --------------------------- \| --------------------- \| --------------------- \| \| 1.º \| Diego Rosa \| Team Sky \| 6 h 04 min 53 s \| \| \| 2.º \| Bauke Mollema \| Trek-Segafredo \| + 7 s \| \| \| 3.º \| Koen Bouwman \| LottoNL-Jumbo \| + 26 s \| \| \| 4.º \| Iván Ramiro Sosa \| Androni Giocattoli-Sidermec \| + 33 s \| \| \| 5.º \| Lawson Craddock \| EF Education First-Drapac \| + 36 s \| \| \| 6.º \| Richard Carapaz \| Movistar Team \| + 38 s \| \| \| 7.º \| Lucas Hamilton \| Mitchelton-Scott \| + 47 s \| \| \| 8.º \| Guillaume Martin \| Wanty-Groupe Gobert \| + 50 s \| \| \| 9.º \| Giulio Ciccone \| Bardiani CSF \| + 51 s \| \| \| 10.º \| Neilson Powless \| LottoNL-Jumbo \| + 1 min 10 s \| \| |                  |                             |                 |
| |                  |                             |                 |
| |                  |                             |                 |
| Clasificación general |                  |                             |                 |
| Ciclista | Ciclista         | Equipo                      | Tiempo          |
| 1.º | Diego Rosa       | Team Sky                    | 6 h 04 min 53 s |
| 2.º | Bauke Mollema    | Trek-Segafredo              | + 7 s           |
| 3.º | Koen Bouwman     | LottoNL-Jumbo               | + 26 s          |
| 4.º | Iván Ramiro Sosa | Androni Giocattoli-Sidermec | + 33 s          |
| 5.º | Lawson Craddock  | EF Education First-Drapac   | + 36 s          |
| 6.º | Richard Carapaz  | Movistar Team               | + 38 s          |
| 7.º | Lucas Hamilton   | Mitchelton-Scott            | + 47 s          |
| 8.º | Guillaume Martin | Wanty-Groupe Gobert         | + 50 s          |
| 9.º | Giulio Ciccone   | Bardiani CSF                | + 51 s          |
| 10.º | Neilson Powless  | LottoNL-Jumbo               | + 1 min 10 s    |

### 3.ª etapa
| Crevalcore - Crevalcore | etapa llana | (171,4 km) |

| \| Clasificación de la etapa \| Clasificación de la etapa \| Clasificación de la etapa \| Clasificación de la etapa \| Clasificación de la etapa \| \| Ciclista \| Ciclista \| Equipo \| Tiempo \| \| \| ------------------------- \| ------------------------- \| ------------------------------- \| ------------------------- \| ------------------------- \| \| 1.º \| Christopher Lawless \| Team Sky \| 3 h 47 min 53 s \| \| \| 2.º \| Paolo Totò \| Sangemini-MG.Kvis-Vega \| + 0 s \| \| \| 3.º \| Lorenzo Rota \| Bardiani CSF \| + 0 s \| \| \| 4.º \| Emīls Liepiņš \| ONE Pro Cycling \| + 0 s \| \| \| 5.º \| Richard Carapaz \| Movistar Team \| + 0 s \| \| \| 6.º \| Mauro Finetto \| Delko-Marseille Provence-KTM \| + 0 s \| \| \| 7.º \| Fabio Felline \| Trek-Segafredo \| + 0 s \| \| \| 8.º \| Alex Turrin \| Wilier Triestina-Selle Italia \| + 0 s \| \| \| 9.º \| Nicola Bagioli \| Nippo-Vini Fantini-Europa Ovini \| + 0 s \| \| \| 10.º \| Diego Rosa \| Team Sky \| + 0 s \| \| |                     |                                 |                 |
| |                     |                                 |                 |
| |                     |                                 |                 |
| Clasificación de la etapa |                     |                                 |                 |
| Ciclista | Ciclista            | Equipo                          | Tiempo          |
| 1.º | Christopher Lawless | Team Sky                        | 3 h 47 min 53 s |
| 2.º | Paolo Totò          | Sangemini-MG.Kvis-Vega          | + 0 s           |
| 3.º | Lorenzo Rota        | Bardiani CSF                    | + 0 s           |
| 4.º | Emīls Liepiņš       | ONE Pro Cycling                 | + 0 s           |
| 5.º | Richard Carapaz     | Movistar Team                   | + 0 s           |
| 6.º | Mauro Finetto       | Delko-Marseille Provence-KTM    | + 0 s           |
| 7.º | Fabio Felline       | Trek-Segafredo                  | + 0 s           |
| 8.º | Alex Turrin         | Wilier Triestina-Selle Italia   | + 0 s           |
| 9.º | Nicola Bagioli      | Nippo-Vini Fantini-Europa Ovini | + 0 s           |
| 10.º | Diego Rosa          | Team Sky                        | + 0 s           |

| \| Clasificación general \| Clasificación general \| Clasificación general \| Clasificación general \| Clasificación general \| \| Ciclista \| Ciclista \| Equipo \| Tiempo \| \| \| --------------------- \| ----------------------- \| ----------------------------- \| --------------------- \| --------------------- \| \| 1.º \| Diego Rosa \| Team Sky \| 9 h 52 min 46 s \| \| \| 2.º \| Bauke Mollema \| Trek-Segafredo \| + 7 s \| \| \| 3.º \| Richard Carapaz \| Movistar Team \| + 38 s \| \| \| 4.º \| Lucas Hamilton \| Mitchelton-Scott \| + 47 s \| \| \| 5.º \| Fausto Masnada \| Androni Giocattoli-Sidermec \| + 1 min 22 s \| \| \| 6.º \| Christopher Juul-Jensen \| Mitchelton-Scott \| + 1 min 22 s \| \| \| 7.º \| Pavel Sivakov \| Team Sky \| + 1 min 26 s \| \| \| 8.º \| Koen Bouwman \| LottoNL-Jumbo \| + 1 min 32 s \| \| \| 9.º \| Iván Ramiro Sosa \| Androni Giocattoli-Sidermec \| + 1 min 39 s \| \| \| 10.º \| Alex Turrin \| Wilier Triestina-Selle Italia \| + 1 min 50 s \| \| |                         |                               |                 |
| |                         |                               |                 |
| |                         |                               |                 |
| Clasificación general |                         |                               |                 |
| Ciclista | Ciclista                | Equipo                        | Tiempo          |
| 1.º | Diego Rosa              | Team Sky                      | 9 h 52 min 46 s |
| 2.º | Bauke Mollema           | Trek-Segafredo                | + 7 s           |
| 3.º | Richard Carapaz         | Movistar Team                 | + 38 s          |
| 4.º | Lucas Hamilton          | Mitchelton-Scott              | + 47 s          |
| 5.º | Fausto Masnada          | Androni Giocattoli-Sidermec   | + 1 min 22 s    |
| 6.º | Christopher Juul-Jensen | Mitchelton-Scott              | + 1 min 22 s    |
| 7.º | Pavel Sivakov           | Team Sky                      | + 1 min 26 s    |
| 8.º | Koen Bouwman            | LottoNL-Jumbo                 | + 1 min 32 s    |
| 9.º | Iván Ramiro Sosa        | Androni Giocattoli-Sidermec   | + 1 min 39 s    |
| 10.º | Alex Turrin             | Wilier Triestina-Selle Italia | + 1 min 50 s    |

### 4.ª etapa
| Fiorano Modenese - Fiorano Modenese | contrarreloj individual | (12,5 km) |

| \| Clasificación de la etapa \| Clasificación de la etapa \| Clasificación de la etapa \| Clasificación de la etapa \| Clasificación de la etapa \| \| Ciclista \| Ciclista \| Equipo \| Tiempo \| \| \| ------------------------- \| ------------------------- \| ---------------------------- \| ------------------------- \| ------------------------- \| \| 1.º \| Jan Tratnik \| CCC Sprandi Polkowice \| 19 min 22 s \| \| \| 2.º \| Diego Rosa \| Team Sky \| + 28 s \| \| \| 3.º \| Víctor de la Parte \| Movistar Team \| + 32 s \| \| \| 4.º \| Koen Bouwman \| LottoNL-Jumbo \| + 40 s \| \| \| 5.º \| Bauke Mollema \| Trek-Segafredo \| + 41 s \| \| \| 6.º \| Neilson Powless \| LottoNL-Jumbo \| + 46 s \| \| \| 7.º \| Pavel Sivakov \| Team Sky \| + 46 s \| \| \| 8.º \| Eduardo Sepúlveda \| Movistar Team \| + 47 s \| \| \| 9.º \| Richard Carapaz \| Movistar Team \| + 52 s \| \| \| 10.º \| Mauro Finetto \| Delko-Marseille Provence-KTM \| + 52 s \| \| |                    |                              |             |
| |                    |                              |             |
| |                    |                              |             |
| Clasificación de la etapa |                    |                              |             |
| Ciclista | Ciclista           | Equipo                       | Tiempo      |
| 1.º | Jan Tratnik        | CCC Sprandi Polkowice        | 19 min 22 s |
| 2.º | Diego Rosa         | Team Sky                     | + 28 s      |
| 3.º | Víctor de la Parte | Movistar Team                | + 32 s      |
| 4.º | Koen Bouwman       | LottoNL-Jumbo                | + 40 s      |
| 5.º | Bauke Mollema      | Trek-Segafredo               | + 41 s      |
| 6.º | Neilson Powless    | LottoNL-Jumbo                | + 46 s      |
| 7.º | Pavel Sivakov      | Team Sky                     | + 46 s      |
| 8.º | Eduardo Sepúlveda  | Movistar Team                | + 47 s      |
| 9.º | Richard Carapaz    | Movistar Team                | + 52 s      |
| 10.º | Mauro Finetto      | Delko-Marseille Provence-KTM | + 52 s      |

## Clasificaciones finales
- Las clasificaciones finalizaron de la siguiente forma:[4]

### Clasificación general
| \| Clasificación general \| Clasificación general \| Clasificación general \| Clasificación general \| Clasificación general \| \| Ciclista \| Ciclista \| Equipo \| Tiempo \| \| \| --------------------- \| ----------------------- \| --------------------------- \| --------------------- \| --------------------- \| \| 1.º \| Diego Rosa \| Team Sky \| 10 h 12 min 36 s \| \| \| 2.º \| Bauke Mollema \| Trek-Segafredo \| + 20 s \| \| \| 3.º \| Richard Carapaz \| Movistar Team \| + 1 min 02 s \| \| \| 4.º \| Pavel Sivakov \| Team Sky \| + 1 min 44 s \| \| \| 5.º \| Koen Bouwman \| LottoNL-Jumbo \| + 1 min 44 s \| \| \| 6.º \| Fausto Masnada \| Androni Giocattoli-Sidermec \| + 1 min 51 s \| \| \| 7.º \| Lucas Hamilton \| Mitchelton-Scott \| + 1 min 58 s \| \| \| 8.º \| Christopher Juul-Jensen \| Mitchelton-Scott \| + 2 min 14 s \| \| \| 9.º \| Neilson Powless \| LottoNL-Jumbo \| + 2 min 34 s \| \| \| 10.º \| Giulio Ciccone \| Bardiani CSF \| + 2 min 36 s \| \| |                         |                             |                  |
| |                         |                             |                  |
| Fuente: ProCyclingStats |                         |                             |                  |
| Clasificación general |                         |                             |                  |
| Ciclista | Ciclista                | Equipo                      | Tiempo           |
| 1.º | Diego Rosa              | Team Sky                    | 10 h 12 min 36 s |
| 2.º | Bauke Mollema           | Trek-Segafredo              | + 20 s           |
| 3.º | Richard Carapaz         | Movistar Team               | + 1 min 02 s     |
| 4.º | Pavel Sivakov           | Team Sky                    | + 1 min 44 s     |
| 5.º | Koen Bouwman            | LottoNL-Jumbo               | + 1 min 44 s     |
| 6.º | Fausto Masnada          | Androni Giocattoli-Sidermec | + 1 min 51 s     |
| 7.º | Lucas Hamilton          | Mitchelton-Scott            | + 1 min 58 s     |
| 8.º | Christopher Juul-Jensen | Mitchelton-Scott            | + 2 min 14 s     |
| 9.º | Neilson Powless         | LottoNL-Jumbo               | + 2 min 34 s     |
| 10.º | Giulio Ciccone          | Bardiani CSF                | + 2 min 36 s     |

### Clasificación de la montaña
| Clasificación de la montaña | Clasificación de la montaña | Clasificación de la montaña | Clasificación de la montaña | Clasificación de la montaña |
| Ciclista                    | Ciclista                    | Equipo                      | Puntos                      |                             |
| --------------------------- | --------------------------- | --------------------------- | --------------------------- | --------------------------- |
| 1.º                         | Lawson Craddock             | EF Education First-Drapac   | 16 pts                      |                             |
| 2.º                         | Marco Minnaard              | Wanty-Groupe Gobert         | 14 pts                      |                             |
| 3.º                         | Pascal Eenkhoorn            | LottoNL-Jumbo               | 14 pts                      |                             |
| 4.º                         | Brice Feillu                | Fortuneo-Samsic             | 13 pts                      |                             |
| 5.º                         | Giulio Ciccone              | Bardiani CSF                | 8 pts                       |                             |
| 6.º                         | Francesco Gavazzi           | Androni Giocattoli-Sidermec | 8 pts                       |                             |
| 7.º                         | Diego Rosa                  | Team Sky                    | 8 pts                       |                             |
| 8.º                         | Emil Dima                   | MSTina-Focus                | 8 pts                       |                             |
| 9.º                         | Tyler Williams              | Israel Cycling Academy      | 7 pts                       |                             |
| 10.º                        | Davide Ballerini            | Androni Giocattoli-Sidermec | 6 pts                       |                             |

### Clasificación por puntos
| Clasificación por puntos | Clasificación por puntos | Clasificación por puntos    | Clasificación por puntos | Clasificación por puntos |
| Ciclista                 | Ciclista                 | Equipo                      | Puntos                   |                          |
| ------------------------ | ------------------------ | --------------------------- | ------------------------ | ------------------------ |
| 1.º                      | Christopher Lawless      | Team Sky                    | 15 pts                   |                          |
| 2.º                      | Bauke Mollema            | Trek-Segafredo              | 10 pts                   |                          |
| 3.º                      | Pascal Eenkhoorn         | LottoNL-Jumbo               | 10 pts                   |                          |
| 4.º                      | Diego Rosa               | Team Sky                    | 8 pts                    |                          |
| 5.º                      | Richard Carapaz          | Movistar Team               | 8 pts                    |                          |
| 6.º                      | Lawson Craddock          | EF Education First-Drapac   | 8 pts                    |                          |
| 7.º                      | Paolo Totò               | Sangemini-MG.Kvis-Vega      | 8 pts                    |                          |
| 8.º                      | Giulio Ciccone           | Bardiani CSF                | 6 pts                    |                          |
| 9.º                      | Davide Ballerini         | Androni Giocattoli-Sidermec | 6 pts                    |                          |
| 10.º                     | Lorenzo Rota             | Bardiani CSF                | 6 pts                    |                          |

### Clasificación de los jóvenes
| Clasificación del mejor joven | Clasificación del mejor joven | Clasificación del mejor joven | Clasificación del mejor joven | Clasificación del mejor joven |
| Ciclista                      | Ciclista                      | Equipo                        | Tiempo                        |                               |
| ----------------------------- | ----------------------------- | ----------------------------- | ----------------------------- | ----------------------------- |
| 1.º                           | Pavel Sivakov                 | Team Sky                      | 10 h 14 min 20 s              |                               |
| 2.º                           | Lucas Hamilton                | Mitchelton-Scott              | + 14 s                        |                               |
| 3.º                           | Neilson Powless               | LottoNL-Jumbo                 | + 50 s                        |                               |
| 4.º                           | Iván Ramiro Sosa              | Androni Giocattoli-Sidermec   | + 1 min 06 s                  |                               |
| 5.º                           | Artem Nych                    | Gazprom-RusVelo               | + 1 min 57 s                  |                               |
| 6.º                           | Edward Dunbar                 | Aqua Blue Sport               | + 2 min 00 s                  |                               |
| 7.º                           | Alex Aranburu                 | Caja Rural-Seguros RGA        | + 3 min 10 s                  |                               |
| 8.º                           | Julien Mortier                | WB-Aqua Protect-Veranclassic  | + 4 min 38 s                  |                               |
| 9.º                           | Lorenzo Rota                  | Bardiani CSF                  | + 4 min 40 s                  |                               |
| 10.º                          | Giovanni Carboni              | Bardiani CSF                  | + 5 min 00 s                  |                               |

### Clasificación por equipos
| Clasificación por equipos | Clasificación por equipos     | Clasificación por equipos | Clasificación por equipos |
| Equipo                    | Equipo                        | Tiempo                    |                           |
| ------------------------- | ----------------------------- | ------------------------- | ------------------------- |
| 1.º                       | Movistar Team                 | 30 h 13 min 20 s          |                           |
| 2.º                       | Lotto NL-Jumbo                | + 1 min 04 s              |                           |
| 3.º                       | Androni Giocattoli-Sidermec   | + 1 min 45 s              |                           |
| 4.º                       | Aqua Blue Sport               | + 4 min 18 s              |                           |
| 5.º                       | Wanty-Groupe Gobert           | + 6 min 28 s              |                           |
| 6.º                       | Wilier Triestina-Selle Italia | + 6 min 29 s              |                           |
| 7.º                       | Caja Rural-Seguros RGA        | + 7 min 15 s              |                           |
| 8.º                       | Bardiani CSF                  | + 7 min 52 s              |                           |
| 9.º                       | Sky                           | + 11 min 32 s             |                           |
| 10.º                      | Gazprom-RusVelo               | + 11 min 59 s             |                           |

## Evolución de las clasificaciones
| Etapa (Vencedor)                 | Clasificación general | Clasificación de la montaña | Clasificación por puntos | Clasificación de los jóvenes | Clasificación por equipos |
| -------------------------------- | --------------------- | --------------------------- | ------------------------ | ---------------------------- | ------------------------- |
| 1.ª etapa (A) (Pascal Eenkhoorn) | Pascal Eenkhoorn      | Lawson Craddock             | Pascal Eenkhoorn         | Pascal Eenkhoorn             | LottoNL-Jumbo             |
| 1.ª etapa (B) (Sky)              | Pascal Eenkhoorn      | Lawson Craddock             | Pascal Eenkhoorn         | Pascal Eenkhoorn             | LottoNL-Jumbo             |
| 2.ª etapa (Bauke Mollema)        | Diego Rosa            | Lawson Craddock             | Bauke Mollema            | Iván Ramiro Sosa             | LottoNL-Jumbo             |
| 3.ª etapa (Christopher Lawless)  | Diego Rosa            | Lawson Craddock             | Christopher Lawless      | Lucas Hamilton               | Movistar                  |
| 4.ª etapa (Jan Tratnik)          | Diego Rosa            | Lawson Craddock             | Christopher Lawless      | Pavel Sivakov                | Movistar                  |
| Final                            | Diego Rosa            | Lawson Craddock             | Christopher Lawless      | Pavel Sivakov                | Movistar                  |

## UCI World Ranking
La Settimana Coppi e Bartali otorga puntos para el UCI Europe Tour 2018 y el UCI World Ranking, este último para corredores de los equipos en las categorías UCI WorldTeam, Profesional Continental y Equipos Continentales. Las siguientes tablas muestran el baremo de puntuación y los 10 corredores que obtuvieron más puntos:
| Posición              | 1.ª | 2.ª | 3.ª | 4.ª | 5.ª | 6.ª | 7.ª | 8.ª | 9.ª | 10.ª |
| Clasificación general | 125 | 85  | 70  | 60  | 50  | 40  | 35  | 30  | 25  | 20   |
| Por etapa             | 14  | 5   | 3   |     |     |     |     |     |     |      |
| Líder                 | 3   |     |     |     |     |     |     |     |     |      |

| Clasificación | Clasificación           | Clasificación               | Clasificación | Clasificación | Clasificación | Clasificación |
| Posición      | Ciclista                | Equipo                      | General       | Etapa         | Líder         | Total         |
| ------------- | ----------------------- | --------------------------- | ------------- | ------------- | ------------- | ------------- |
| 1.º           | Diego Rosa              | Sky                         | 125           | 12,33         | 6             | 143,33        |
| 2.º           | Bauke Mollema           | Trek-Segafredo              | 85            | 14            | -             | 99            |
| 3.º           | Richard Carapaz         | Movistar                    | 70            | -             | -             | 70            |
| 4.º           | Pavel Sivakov           | Sky                         | 60            | 2,33          | -             | 62,33         |
| 5.º           | Koen Bouwman            | LottoNL-Jumbo               | 50            | -             | -             | 50            |
| 6.º           | Fausto Masnada          | Androni Giocattoli-Sidermec | 40            | -             | -             | 40            |
| 7.º           | Lucas Hamilton          | Mitchelton-Scott            | 35            | 0,6           | -             | 35,6          |
| 8.º           | Christopher Juul-Jensen | Mitchelton-Scott            | 30            | 0,6           | -             | 30,6          |
| 9.º           | Neilson Powless         | LottoNL-Jumbo               | 25            | -             | -             | 25            |
| 10.º          | Giulio Ciccone          | Bardiani-CSF                | 20            | 3             | -             | 23            |